# 四氟化铱
四氟化铱是铱的四氟化物，化学式 IrF4 ，是一种深褐色固体。 在1965年之前，关于IrF4报道令人质疑，并且似乎描述了化合物IrF5。  四氟化铱可以由 IrF5 被铱黑或H2 在氢氟酸中还原而成。 四氟化铱固体的晶体结构是值得注意的，因为它是金属四氟化物中发现的三维晶格结构的第一个例子，而
RhF4、 PdF4 和 PtF4 也有一样的结构。 这个结构是六配位的八面体型，铱在这个八面体的两边，而未桥接的氟原子是顺式的（见上图）。